# رانهيلد آموت
رانهيلد آموت (بالنرويجية: Ragnhild Aamodt‏) مواليد 9 سبتمبر 1980 في ساربسبورغ، هي لاعبة كرة يد نرويجية تلعب كجناح أيمن. شاركت في دورة الألعاب الأولمبية الصيفية سنة 2008.

## الميداليات
| الميدالية | المسابقة                            |
| --------- | ----------------------------------- |
| ذهبية     | الألعاب الأولمبية الصيفية 2008      |
| فضية      | بطولة العالم لكرة اليد للسيدات 2007 |
| ذهبية     | بطولة أوروبا لكرة اليد للسيدات 2004 |
| ذهبية     | بطولة أوروبا لكرة اليد للسيدات 2006 |
| ذهبية     | بطولة أوروبا لكرة اليد للسيدات 2008 |

## روابط خارجية
- رانهيلد آموت على موقع الاتحاد الأوروبي لكرة اليد (الإنجليزية)
- رانهيلد آموت على موقع الاتحاد النرويجي لكرة اليد (النرويجية)
- رانهيلد آموت على موقع اللجنة الأولمبية الدولية (الإنجليزية)
- رانهيلد آموت على موقع أوليمبيديا (الإنجليزية)